# 4632 Udagawa
A 4632 Udagawa (ideiglenes jelöléssel 1987 YB) a Naprendszer kisbolygóövében található aszteroida. Takuo Kojima fedezte fel 1987. december 17-én.